# Hypocerides paranensis
Hypocerides paranensis är en tvåvingeart som beskrevs av Borgmeier 1926. Hypocerides paranensis ingår i släktet Hypocerides och familjen puckelflugor. Inga underarter finns listade i Catalogue of Life.